# Parque La Plancha
El Parque La Plancha es un parque urbano localizado en Mérida, Yucatán. Fue inaugurado el 19 de noviembre de 2023, por el presidente Andrés Manuel López Obrador y el gobernador de Yucatán Mauricio Vila Dosal. Diseñado por los arquitectos yucatecos Javier Muñoz Menéndez del despacho de diseño arquitectónico Muñoz arquitectos y Carlos Eduardo Quesnel Moguel de Quesnel arqs y construido por el Cuerpo de Ingenieros de la Secretaría de la Defensa Nacional de México.
El parque cuenta con áreas verdes, andadores techados, ciclopista, un anfiteatro para 10 mil personas, lago artificial, malecón, gimnasio al aire libre, parque de mascotas, skatepark, el Museo de la Luz, el Museo del Ferrocarril, ocho áreas de juegos infantiles, pista de patinaje y una estación del IE-TRAM que lleva a pasajeros que llegan en el Tren Maya a la estación Mérida Teya.
Las obras también incluyen un patio de carga, cinco bahías para autobuses, puertas de acceso a las bahías con validadores para pago electrónico, salas de espera, segundo piso para el centro de control, así como monitoreo del servicio.
El parque corre desde los límites con la ex estación de ferrocarriles (UNAY) hasta lo que fue el parque Artículo 123 Constitucional y se extiende hasta el espacio que ocupa el Museo de la Luz y el Museo de los Ferrocarriles, que limita con la calle 39 de El Fénix

## Construcción
El 20 de septiembre de 2022, se iniciaron los trabajos de construcción del Parque La Plancha, que abarca una extensión de 20 hectáreas.
El proyecto representó una inversión de más de mil millones de pesos. En sus 20 hectáreas de superficie, cuenta con:
- Áreas de juegos infantiles
- Mercado gastronómico
- Lagos artificiales y malecón
- Parque para mascota
- Pista de patinaje y ciclo pista
- Gimnasio al aire libre
- Museos de la luz y el ferrocarril
- Anfiteatro para 10 mil personas y auditorio

Igualmente, existe un estacionamiento con 301 cajones; jardín deportivo con cancha de usos múltiples para futbol rápido, tocho, voleibol, etcétera; gimnasio al aire libre; parque de mascotas con superficie de mil 562 metros, y cuatro zonas de juegos infantiles.
En la superficie del parque fueron colocados antiguos carros de ferrocarril, de pasajeros, carga y cabuses pertenecientes al antiguo Museo del Ferrocarril, fueron donados por la asociación que conformaba este museo siendo su presidente el Lic. Juan Celorio Carretero, con el fin de preservar parte de la historia que hace famoso este bello lugar .

## Galería

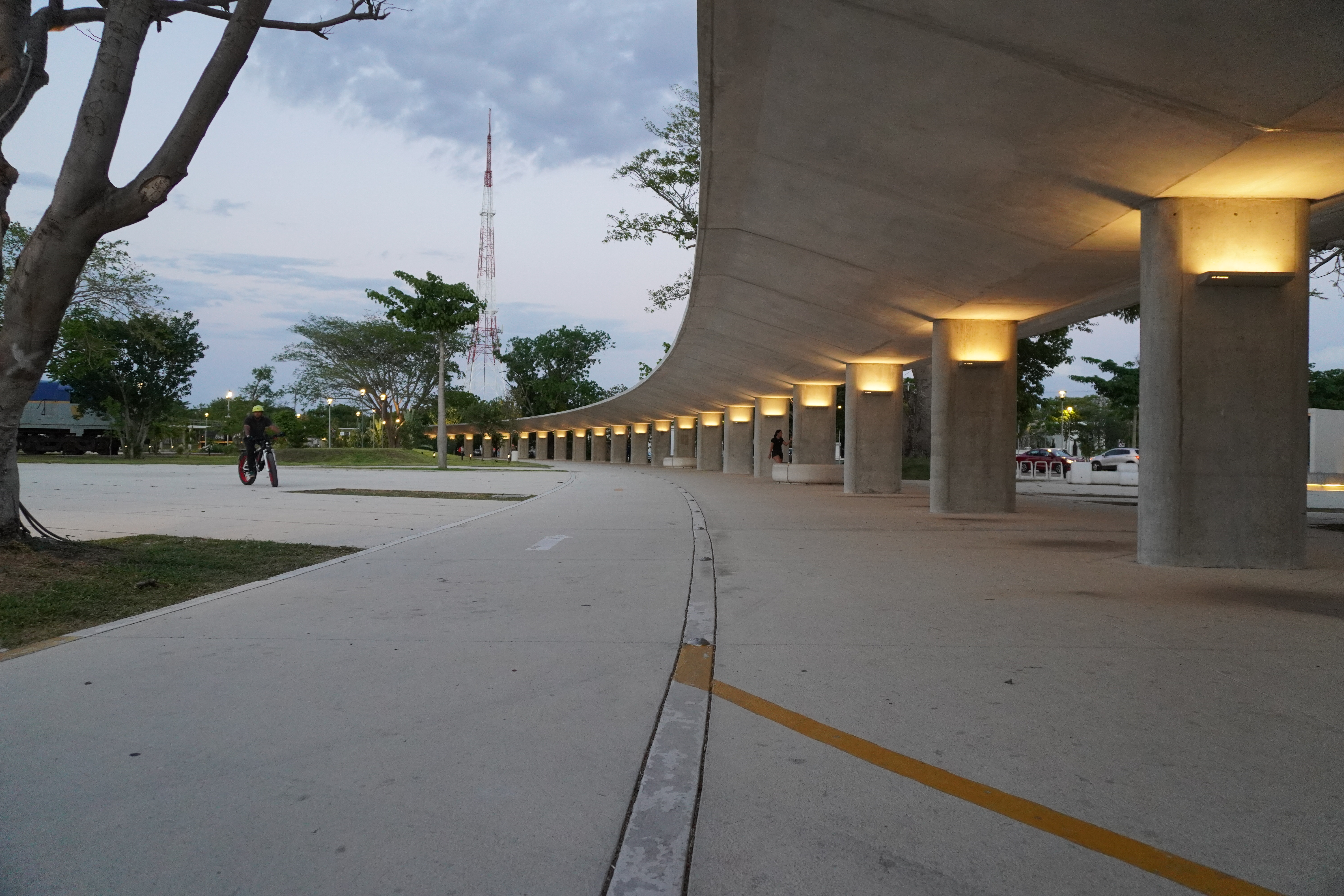
Ciclovía
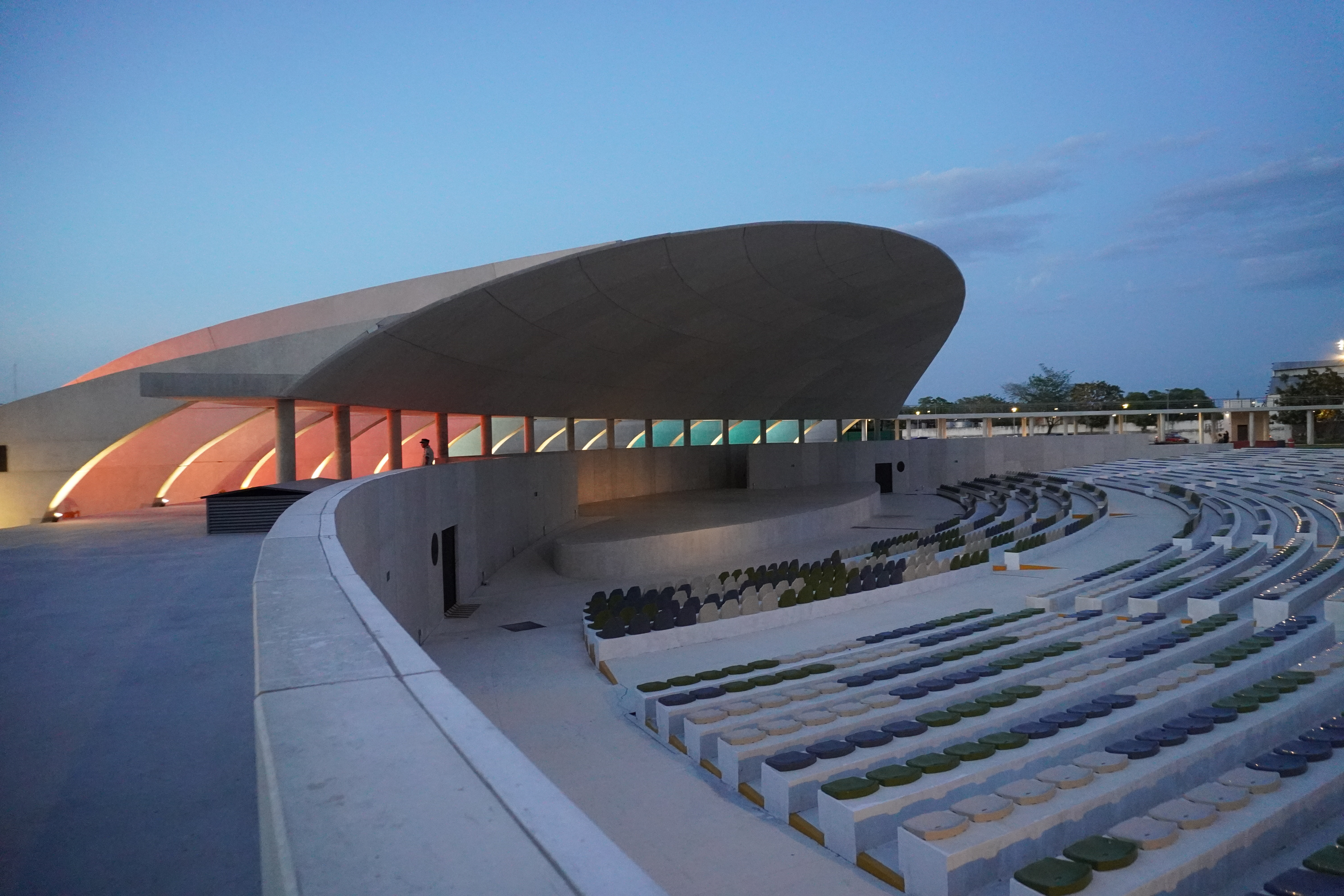
Teatro
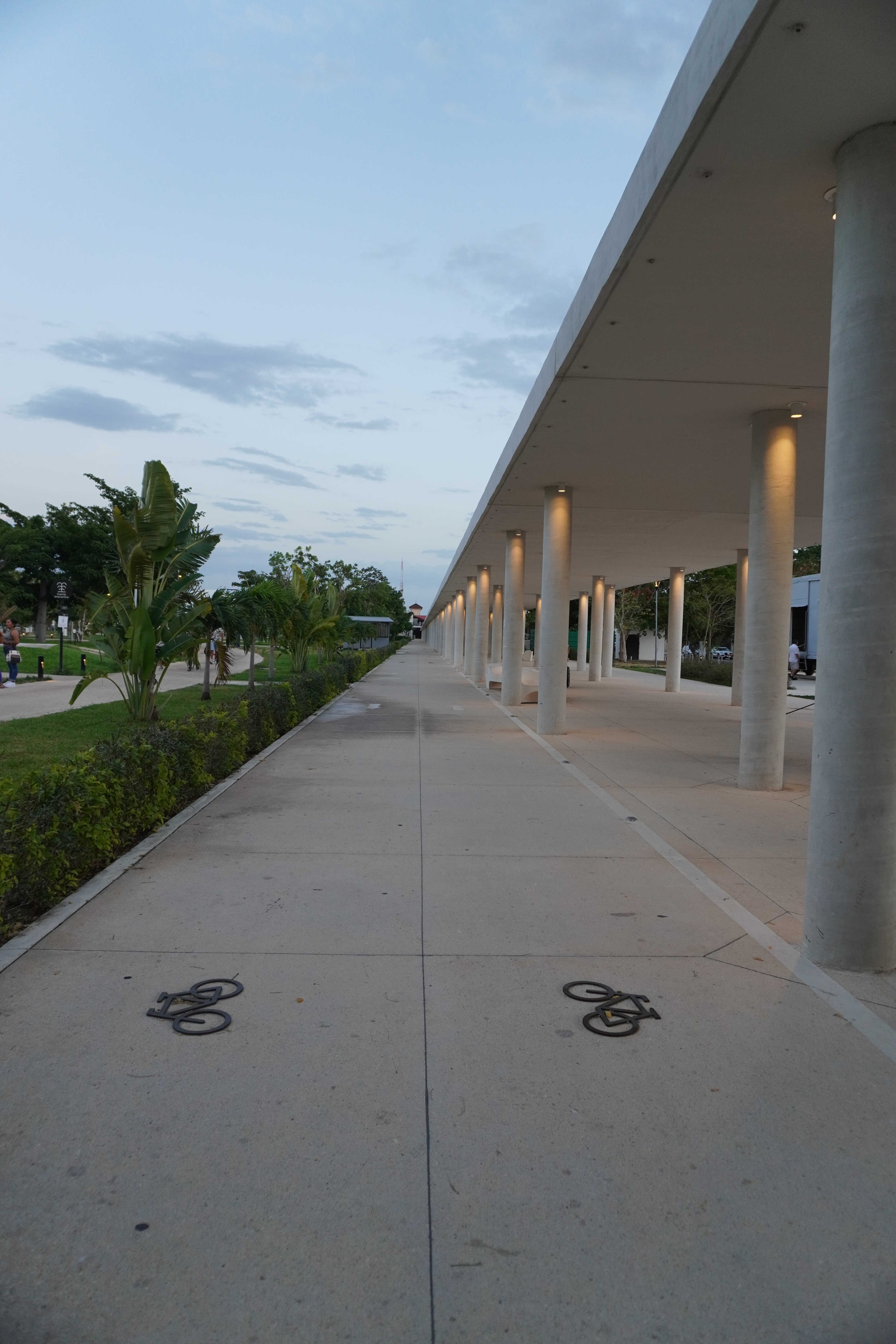
Ciclovía
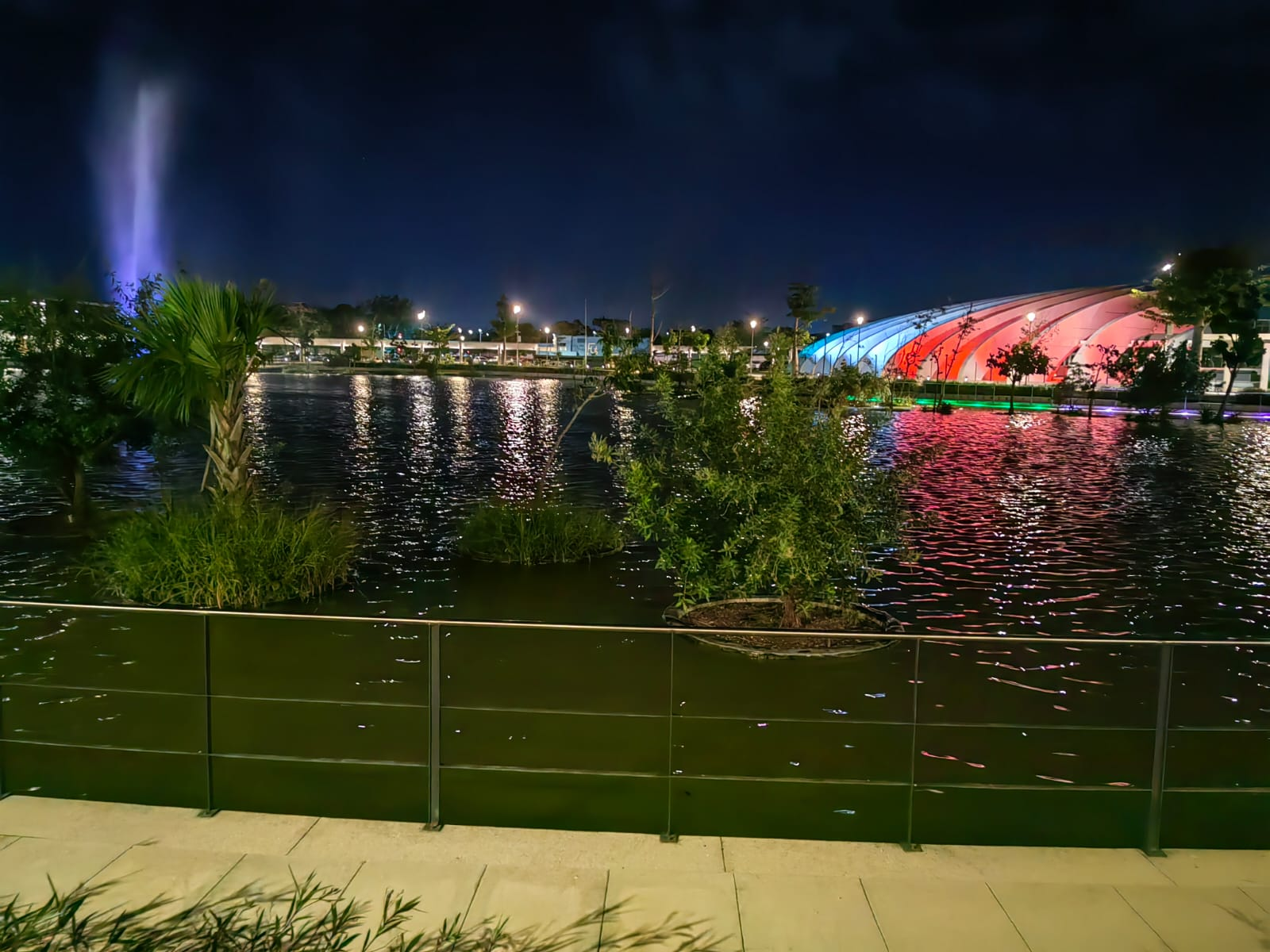
Lago Artificial
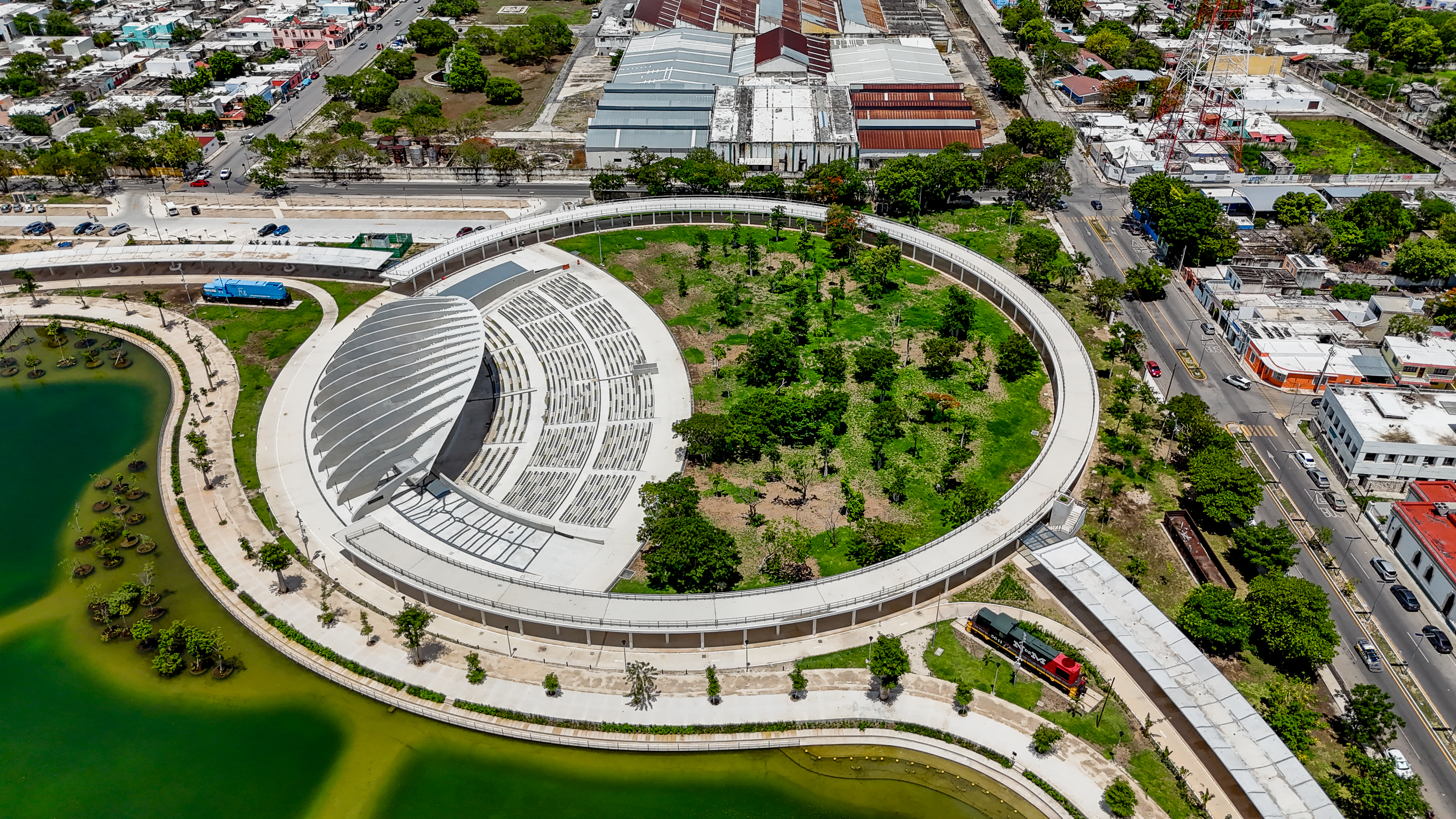
Vista aérea
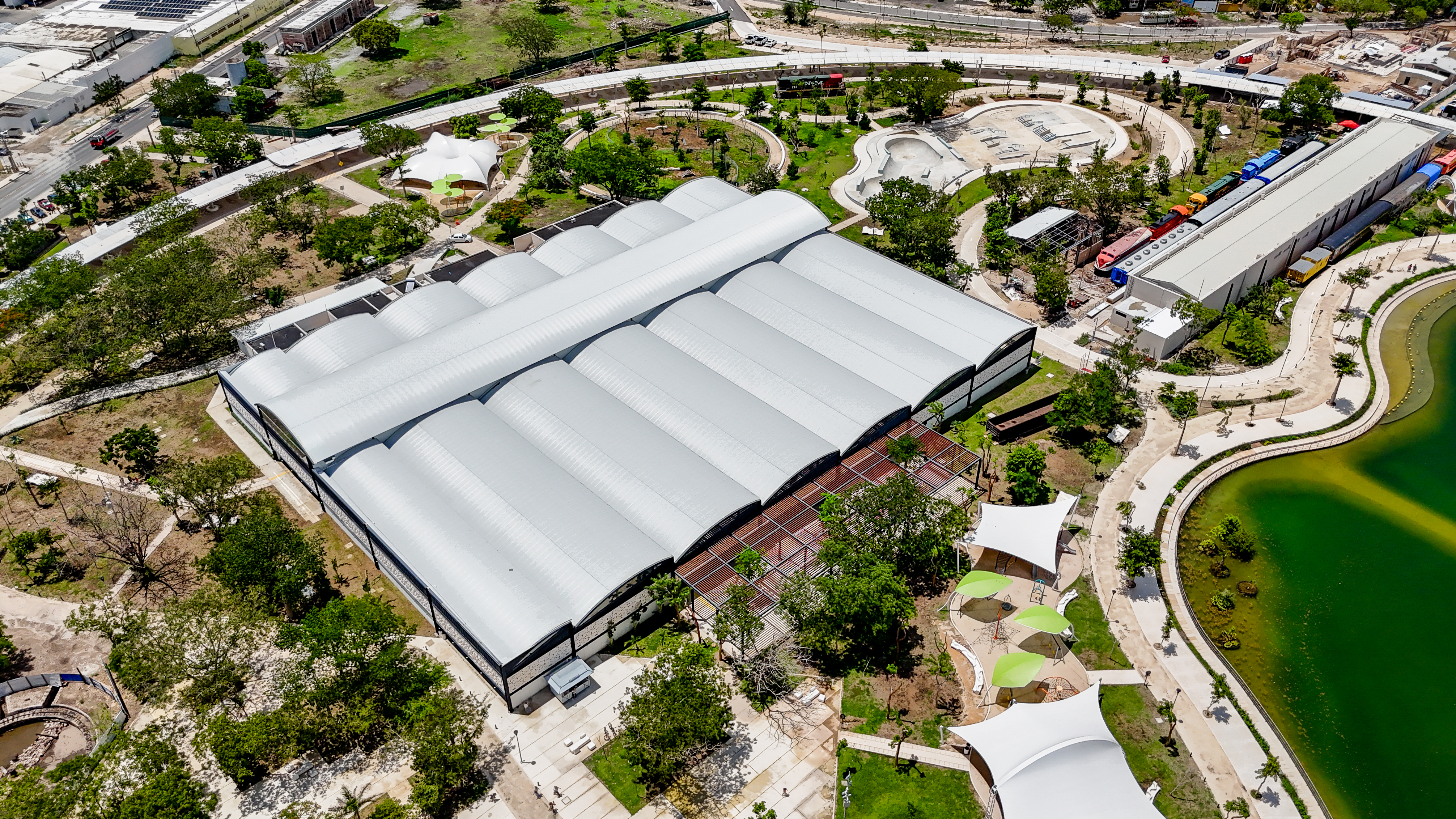
Vista aérea